# تروناجايا
تروناجايا (بالإندونيسية: Trunajaya)‏ (المادوري)، المعروف أيضا باسم بنمبهن مادوريتنو (بالإندونيسية: Panembahan Maduretno)‏ (1649 – 2 يناير 1680  )، كان أمير ومقاتل من غرب جزيرة مادورا، والمعروف بقيادة تمرد ضد حكام سلطنة ماتارام على جزيرة جاوة.

## تمرد
ولد تروناجايا في مادورا. في عام 1674 قاد ثورة ضد أمانكورات الأول وأمانكورات الثاني سلاطين ماتارام .  كان يدعمه مقاتلون رحالة من ماكاسار بقيادة كرينج جاليسونج.  تحرك تمرد تروناجايا بسرعة وبقوة، واستولوا على قصر ماتارام في بليريد في منتصف عام 1677.
هرب ملك ماتارام، أمانكورات الأول، إلى الساحل الشمالي مع ابنه الأكبر، الملك المستقبلي أمانكورات الثاني، تاركًا ابنه الأصغر بانجيران بوغر في ماتارام. يبدو أن المتمرد تروناجايا مهتم بالربح والانتقام أكثر من اهتمامه بإدارة إمبراطورية، فقد نهب المتمردون القصر وانسحبوا إلى معقلهم في كديري، جاوة الشرقية، تاركين الأمير بوغر في السيطرة بإدارة ضعيفة.
بينما كان في طريقه إلى باتافيا من أجل طلب المساعدة من الهولنديين، توفي أمانكورات الأول في قرية تيغالاروم بالقرب من تيغال بعد طرده مباشرة، مما جعل أمانكورات الثاني ملكًا في عام 1677.  كان أيضًا شبه عاجز، حيث فر دون جيش أو أموال لبناء واحد. في محاولة لاستعادة مملكته، قدم تنازلات كبيرة لشركة الهند الشرقية الهولندية (VOC) في باتافيا، التي ذهبت بعد ذلك إلى الحرب لإعادته إلى منصبه. وعد بإعطاء شركة الهند الشرقية الهولندية مدينة ميناء سيمارانغ إذا قدموا له القوات. 
وافق الهولنديون، فبالنسبة لهم، إمبراطورية ماتارام المستقرة التي ستكون مدينة وممتنة لهم بشدة ستساعد في ضمان استمرار التجارة بشروط مواتية. هزمت القوات الهولندية متعددة الجنسيات (المكونة من القوات المسلحة الخفيفة من ماكاسار وأمبون، بالإضافة إلى الجنود الأوروبيين المجهزين بكثافة) تروناجايا أولاً في كديري في نوفمبر 1678. تم القبض على تروناجايا نفسه في عام 1679 بالقرب من نجانتانغ غرب مالانج. أُعدم بأمر من أمانكورات الثاني في باياك، بانتول، في 2 يناير 1680.

## في التراث
يتم تذكر تمرد تروناجايا بكل فخر باعتباره كفاحًا بطوليًا من قبل شعب مادوري، ضد القوات الأجنبية لولاية ماتارام و شركة الهند الشرقية الهولندية. اليوم يتم الاحتفال مسيرته في اسم مطار تروناجايا في سومينيب وجامعة تروناجايا في بانغالان، مادورا.